# ستيفن بيك
ستيفن بيك (بالإنجليزية: Stephen Beck)‏ هو فنان أمريكي، ولد في 1950 في شيكاغو في الولايات المتحدة.